# Geothlypis formosa
Geothlypis formosa là một loài chim trong họ Parulidae.